# Albert Amrhein
Pour les articles homonymes, voir Amrhein.

a Compétitions nationales et continentales officielles uniquement.

b Matchs officiels uniquement.
Albert Amrhein, né le 29 décembre 1870 à Francfort et mort dans sa ville natale le 20 mai 1945, est un joueur de rugby à XV allemand, capitaine de l'équipe du Frankfurter Fussball Club 1880, vice-championne olympique en 1900 et battue par les Français le 14 octobre. Le match face aux britanniques du Moseley Wanderers (en), prévu quant à lui pour le 11 novembre, est finalement annulé, les Français ayant d'ores et déjà remporté leur second match du 28 octobre ainsi que le mini-tournoi à trois. Son club de Francfort est par la suite champion d'Allemagne en 1910 et 1913, puis 1922 et 1926 après-guerre.
Amrhein évolue au poste de pilier droit, lors de son unique match international. Le 4 novembre 1900, il fait aussi partie de la sélection du Sud, lors de la 1re confrontation Allemagne du Nord contre Allemagne du Sud (le Nord l'emportant alors 11-3 à Carls-Aue (Cassel), mais comme troisième ligne aile cette fois.
Homme d'affaires, il est nommé membre honoraire du Frankfurter Fussball Club 1880 en 1906.